# Costiera triestina
La Costiera triestina è una delle principali vie d'accesso a Trieste e collega Sistiana a Miramare. Tale tratto è classificato come strada regionale 14 della Venezia Giulia. È lunga circa 11 km ed è stata costruita negli anni venti del 1900. La data della prima apertura dell'intero tracciato è il 16 agosto 1928.

## Descrizione
La strada corre alta rispetto al mare Adriatico settentrionale (Golfo di Trieste), partendo dai novanta metri di Sistiana belvedere ed arrivando in leggera discesa fino al livello del mare di Barcola bivio Miramare. È perciò una strada molto panoramica, con le rocce del Carso a monte ed i panorami sul golfo di Trieste a valle, che si possono ammirare anche sostando in alcune piazzole-belvedere che si trovano lungo il percorso, a picco sul mare. Nella parte panoramica centrale, in prossimità di Santa Croce, la vegetazione è di tipo mediterraneo a macchia con la presenza di alti pini d'Aleppo.
Dalla Costiera alcuni ripidi sentieri con scalinate, alcune stradine ed alcune strade portano a livello del mare per raggiungere alcuni piccoli porticcioli o spiaggette. Tra questi ci sono:
- Canovella de' Zoppoli (lo "zoppolo" era un'imbarcazione ricavata scavando un unico tronco d'albero)
- sorgenti di Aurisina, dove si trovava un punto di captazione delle acque per l'acquedotto di Trieste. L'impianto ora non è più in funzione ed attualmente ospita un laboratorio di biologia marina afferente all'Istituto di Oceanografia e di Geofisica Sperimentale - OGS.
- il porticciolo di Santa Croce
- la baia di Grignano
- il borgo turistico con porticciolo di Portopiccolo a Sistiana

Sul tracciato della costiera si trovano tre gallerie: una detta "galleria naturale", scavata nella roccia viva del costone carsico, e due che sottopassano il parco del castello di Miramare.
Da Miramare la strada prosegue verso Trieste a ridosso del mare sul lungomare di Barcola.

## Galleria d'immagini

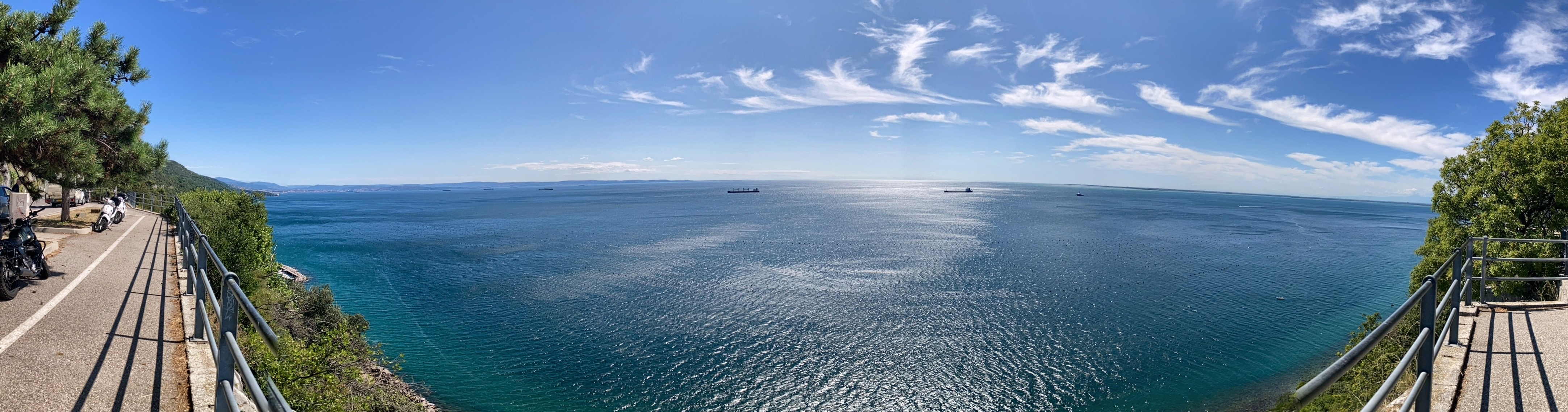
Panorama della costiera triestina da Sistiana
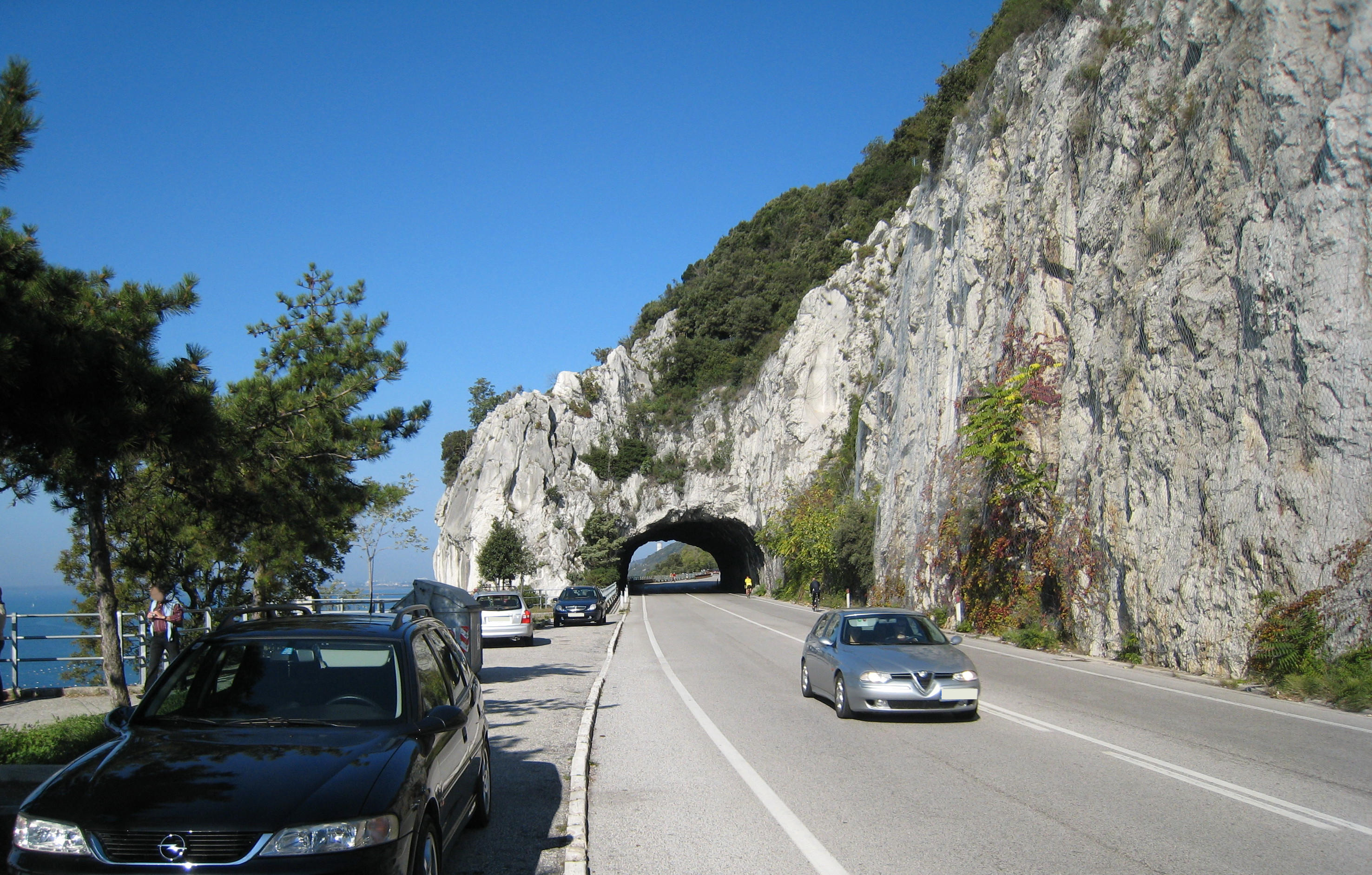
La strada costiera di Trieste
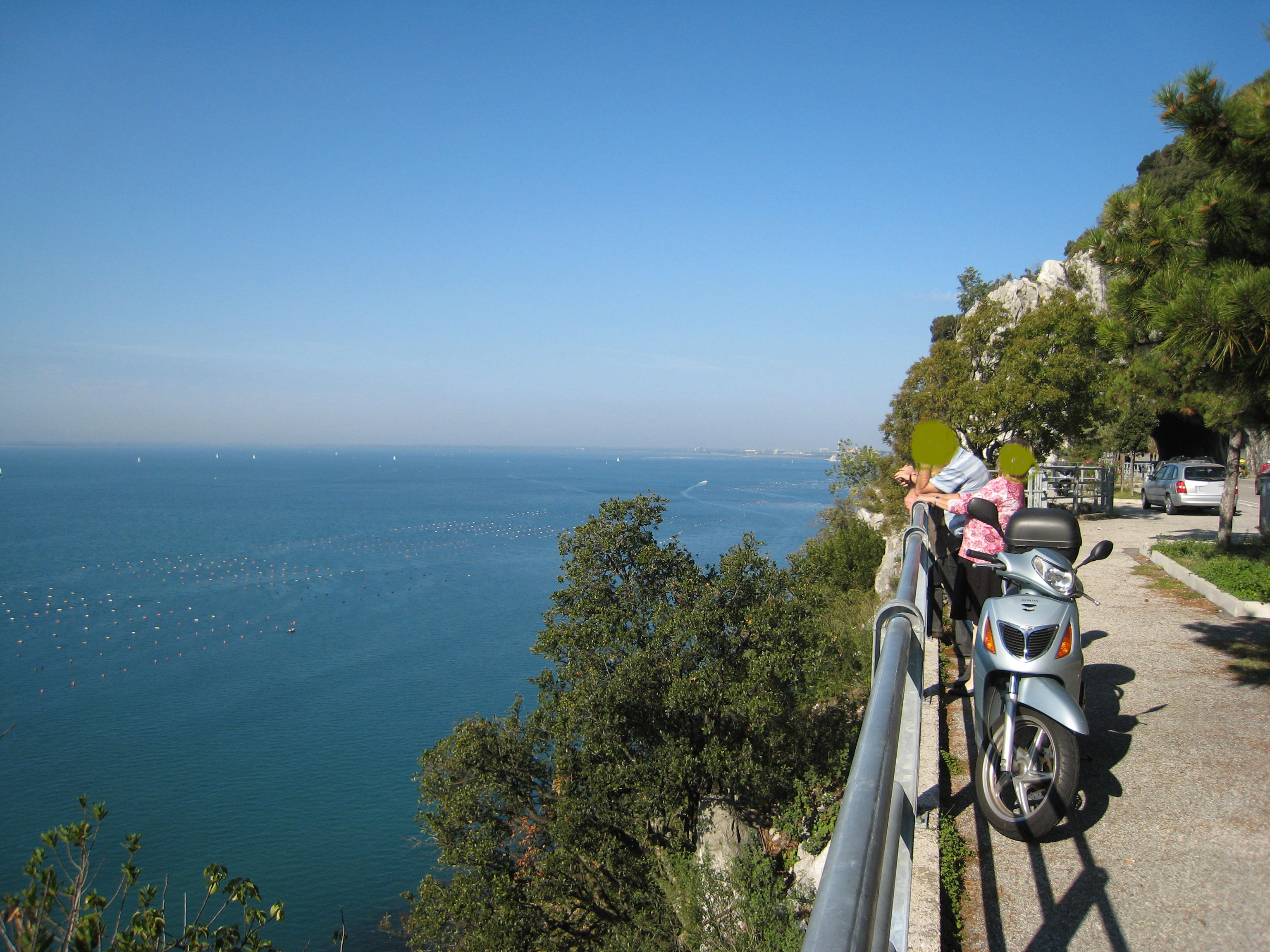
Panorama dal belvedere della galleria naturale
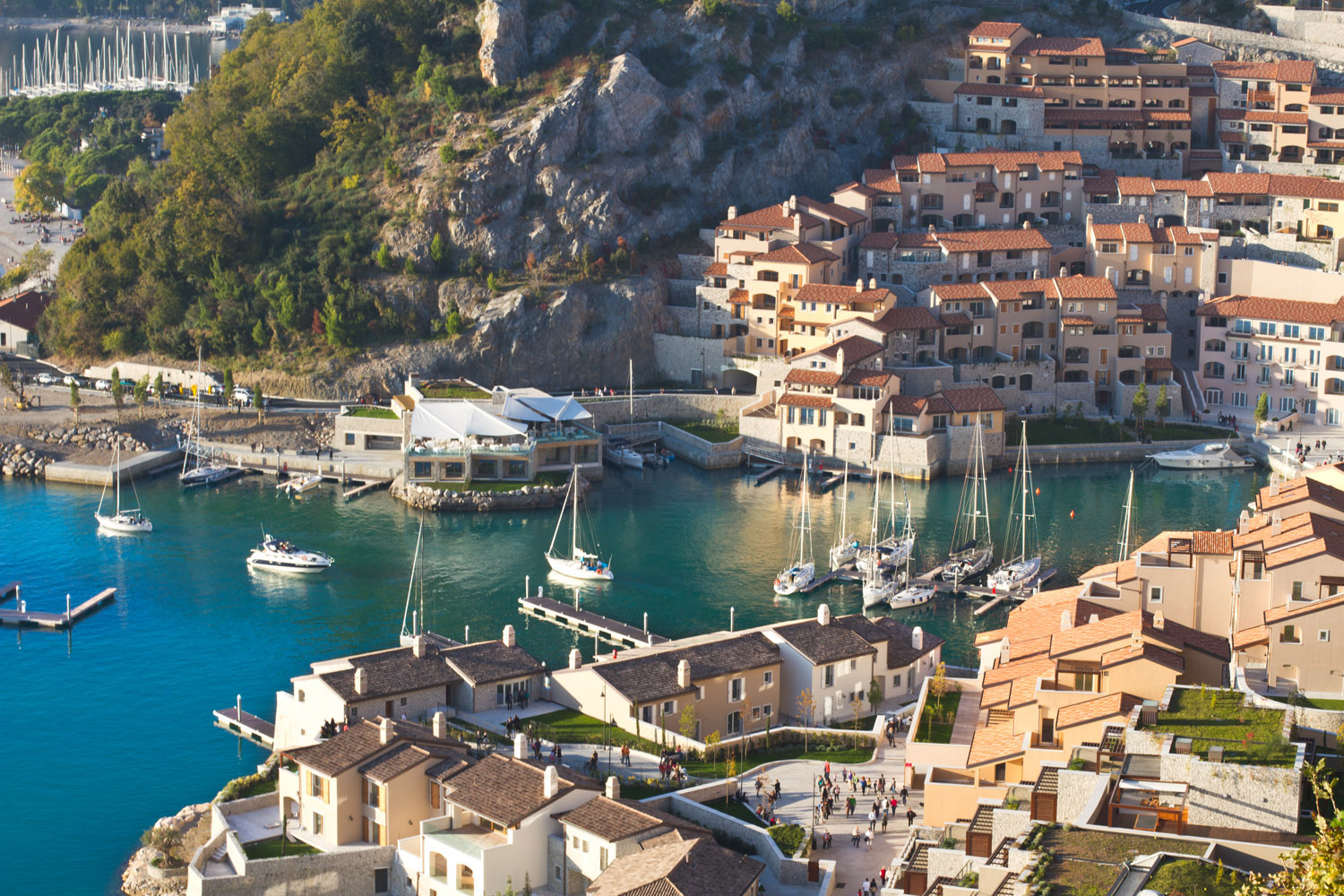
Portopiccolo vista dall'alto